# Err (Pirenéus Orientais)
Err é uma comuna francesa na região administrativa da Occitânia, no departamento dos Pirenéus Orientais. Estende-se por uma área de 25.92 km², com 671 habitantes, segundo o censo de 2018, com uma densidade de 26 hab/km².